# 突破 (雜誌)
《突破》是由香港青少年團體突破機構所發行的一本雜誌，於1974年1月創刊，每月出版一期，但在1999年8月停刊。10年後，突破機構於2009年5月出版《Breakazine!突破書誌 （页面存档备份，存于）》，逢1,4,7,10月出版，以書誌形式，透過前半部分厚實的專題以及後半部分的專欄，集合書籍的深度及雜誌的廣度。它以通識態度建立，但不以考試為終極，更不隨從一般通識教科書格式，目的旨在為這城叩問，社會現象應如何理解、爭議應如何思考，價值是如何判辨，個人應如何行動回應。今天，香港新一代已然覺醒，城市面對改革的契機，2012年，它提出「Break, See, Change」，只因相信改變由你我起動。

## 歷史
突破機構在1973年由一班香港大專畢業生成立，並於1974年1月創辦《突破》。出版《突破》的目的，是希望鼓勵年輕人突破現實限制，開創真善美未來。雜誌內容以文化、哲學及心靈輔導為主，而且也有社會專題。由於那時香港並沒有這類讀物，加上突破機構擁有基督教的背景，使《突破》流行於不少青少年及學校。
1999年8月，隨著互聯網的興起，突破機構以「年輕人閱讀習慣改變」為理由，將《突破》停刊。《突破》共發行了298期，停刊前約有10萬讀者。